# Retrat d'Evarist Arnús
Retrat d'Evarist Arnús és una figura feta per Venanci Vallmitjana i Barbany aproximadament el 1890 i que es troba conservada actualment a la Biblioteca Museu Víctor Balaguer, amb el número de registre 2625 d'ençà que va ingressar el 1890, provinent la col·lecció privada d'Evarist Arnús.
Altres versions de la mateixa obra es conserven al Museu d'Història de Barcelona i al Museu Frederic Marès

## Descripció
Estàtua sedent del financer Evarist Arnús, assegut en una cadira de braços avolutats, potes cabriolé i entapissat amb serrell. El personatge recolza el braç dret al respatller, i gira el cap a la seva dreta. Darrere la cadira, i també al seu costat dret hi apareix el seu gos, Leal, assegut.		